# Українська греко-католицька церква на зламі 1980—1990-их років
Суспільний рух за відновлення діяльності Української греко-католицької церкви став історичною складовою національно-визвольного руху кінця 80-х — початку 90-х років, який «за своїми масштабами вийшов за рамки суто релігійного питання, набувши політичного характеру». Сорок чотири роки вона діяла у підпіллі після насильницької ліквідації 1946 Тисячі непокірних її священиків і монахів на чолі з єпископами і митрополитом Йосифом Сліпим ув'язнені у концтабори, сотні парохів змушені були прийняти православ'я, а найрадикальніші пішли у підпілля. Радянська історіографія та компартійна преса намагалися сформувати спотворений образ УГКЦ, залякуючи віруючих латинізацією та денаціоналізацією. Могутній комуністичний пропагандистський апарат і промосковська церква здійснювали широкомасштабний ідеологічний тиск на віруючих українців. Тоталітарно-атеїстична система намагалася викорінювати релігійність населення західних областей, жорстоко боролася з греко-католицькою церквою, яка віками була оплотом національної свідомості, чинником самозбереження й консолідації українського етносу. Церкву загнали у катакомби, її храми закрили, зруйнували або перетворили у господарські приміщення. «Пощастило» тим храмам, які стали православними або ж музеями. Тоталітарна система була впевнена у незворотності цього руйнівного процесу на західноукраїнських землях, як, зрештою, й у Центрально-Східній Європі.
Проте УГКЦ виявила виняткову життєздатність, а її духовенство й вірні — незламну віру у відновлення батьківської церкви. Запорукою відродження церкви було існування діючої підпільної організації. Згідно з даними глави УГКЦ в Римі кардинала Мирослава Любачівського наприкінці 1980-х рр. її підпілля нараховувало десять ієрархів, близько тисячі священиків, тисячу двісті ченців і черниць та 4,5 млн віруючих. Інші дані містять звіти офіційних органів влади: 1988 у Львівській, Тернопільській, Івано-Франківській та Закарпатській областях було 260 священиків, 385 ченців і черниць та лише 100 тис. віруючих греко-католиків.
Рух за легалізацію УГКЦ не припинявся від самого Львівського «собору» 1946 Та особливого розмаху він набув з початком реформ Михайла Горбачова, який 1985 в умовах явної соціально-економічної кризи радянської тоталітарної системи розпочав радикальні зміни у політиці з метою її збереження. Було проголошено курс на демократизацію суспільства, гласність і плюралізм у рамках соціалістичного ладу. Та, за влучним висловом харківського владики УАПЦ Ігоря (Юрія Ісіченка), тим самим під комуністичний режим заклав потужну вибухівку.
Каталізатором легалізації підпільної церкви стали перешкоди владних структур у відзначенні віруючими тисячолітнього ювілею хрещення в 1988 р. Власне тоді греко-католикам вдалося провести несанкціоновані владою масові богослужіння в Грушеві Львівської області і Зарваниці Тернопільської області. Це ще раз привернуло увагу антикомуністичної опозиції та широкої громадськості до проблеми дотримання прав віруючих на свободу віросповідання в СРСР. Відтак хвиля нових богослужінь релігійно-політичного характеру прокотилася багатьма населеними пунктами Львівщини, Івано-Франківщини і Тернопільщини. Населення цього регіону часто їздило у Польщу та Югославію, де греко-католицька церква була вже легалізована.
Групи греко-католицьких ієрархів і священиків неодноразово зверталися з вимогами легалізації церкви у вищі інстанції держави і міжнародні організації. У січні 1989 Івано-Франківський єпископ Павло Василик знову звернувся до Михайла Горбачова з проханням про зустріч і переговори щодо «наболілих питань, пов'язаних з організацією нашої церкви». У травні того ж року делегація єпископів і священиків УГКЦ прибули до Москви з петицією для М. Горбачова про відновлення церкви, а також вели переговори у Раді в справах релігії. Коли ж делегація не отримала позитивної відповіді, група греко-католиків почала в Москві голодування, яке тривало до кінця листопада 1989 Крім того, надіслано петиції до учасників Віденського і Паризького форумів держав-учасниць наради з питань безпеки і співпраці Європи. Особливої ваги набули акції на честь 1000-ліття хрещення Руси-України. Коли в Римі відбулася зустріч президента Горбачова з Папою Іваном Павлом II і встановилися дипломатичні відносини між СРСР і Ватиканом, стало можливим поставити питання про легалізацію УГКЦ і реєстрацію її громад на найвищому рівні. Внаслідок цих заходів Кремль погодився підготувати новий закон про свободу совісті, який узгоджувався б із міжнародними правовими актами з проблем прав людини і релігійних свобод.
Відродженню УГКЦ активно сприяли українські громадсько-політичні формування: Народний Рух України, Гельсінська спілка, Український Християнський демократичний фронт та ін. Перший збір Руху у вересні 1989, який об'єднав у своїх рядах близько 280 тис. членів, прийняв ухвалу «Про церкви в Україні». Вона декларувала свободу віросповідання, наповнювала реальним змістом закон про відділення церкви від держави, звинувачувала РПЦ у прислужництві комуністичному режимові, вимагала легалізації УГКЦ та засуджувала Московський патріархат за перешкоди у відродженні національних церков. А втім, другий збір Руху 1990, коли проблема легалізації вирішилась й розпочався процес відродження і розбудови українських греко-католицької та автокефальної православної церков, відзначив важливу роль релігійних чинників у державному будівництві. Ця орієнтація на пріоритет національно-патріотичних устремлінь насамперед пов'язувалась з історією греко-католицької церкви, яка протягом віків була чинником самозбереження і консолідації українського етносу. Саме вона зуміла у вкрай несприятливих умовах зберегти національну форму в побуті, обрядах, традиціях. Століттями вона суттєво впливала на форми суспільної та індивідуальної свідомості, соціальні відносини, спричинилася до ідейно-політичної єдності українського народу. Отже, взаємозв'язок національного відродження України з відродженням національної церкви став необхідною умовою державотворчого процесу.
Слід зауважити, що відновлення легального статусу церкви, діяльність і розбудова її структур, становлення релігійного життя греко-католиків відбувалися у складній ситуації громадсько-політичного життя в Україні. Адже десятиліттями комуністична пропаганда таврувала УГКЦ, а широкомасштабна антикатолицька спрямованість режиму становила один з головних чинників його внутрішньої політики. Не можна ігнорувати вплив РПЦ, яка більше сорока років панувала не лише у регіоні, а й у всій Україні. Спільно з партійними і урядовими чинниками вона перешкоджала відродженню УГКЦ, насамперед через перспективу втрат мільйонів віруючих, відтак значних прибутків, та тисяч церковних споруд, монастирів, іншого майна. На початок 1991, коли кількість греко-католицьких громад досягла у Львівській області — 907, Івано-Франківській — 375, Тернопільській — 392 і Закарпатській — 127, РПЦ вдалося контролювати близько 600. Окрім всього, у західному регіоні відроджувалась Українська автокефальна православна церква (УАПЦ), ієрархія якої намагалася привернути віруючих до своєї конфесії, відтак претендувала на частину храмів. За словами архієпископа Володимира Стернюка, ще перед проголошенням автокефалії на парафії апостолів Петра і Павла (19 серпня 1989) о. Володимир Ярема (з 1993 — патріарх Димитрій) приходив до нього з пропозицією приєднатися до автокефального руху. «Я йому відповів, — згадував В.Стернюк, — що не збираюся міняти віри і переходити до автокефальної церкви, бо дотепер я за неї (УГКЦ — В. М.) терпів, тепер тим паче віри своєї не зміню». Володимир Стернюк висловив припущення, що одним з організаторів нового антикатолицького руху міг бути й тодішній православний львівський архієрей владика Никодим (Руснак). Демократичні перетворення 80-х років дозволили колись ліквідованій більшовиками церкві 20 жовтня 1989 зібрати собор у Львові й проголосити своє відродження. Отже, відродження УГКЦ і УАПЦ розпочалося і проходило паралельно. На жаль, їх співпраця не склалася. «Шкода, що УАПЦ одразу ж зайняла таку гостру позицію щодо УГКЦ, — писав тодішній голова Львівської облради В'ячеслав Чорновіл, — й двічі шкода, що вони обидві обрали конфронтацію замість розумної релігійної дискусії».
На час виходу УГКЦ із підпілля і в перший період відновлення вона мала в Україні лише три єпархії: Львівську, Івано-Франківську та Мукачівську, яка через Апостольського нунція в Україні підпорядковувалась Ватикану. Вони складали Львівську митрополію, якою керував архієпископ Володимир Стернюк, глава УГКЦ — верховний архієпископ і кардинал Мирослав-Іван Любачівський знаходився у Римі. 3-10 лютого 1991 у Ватикані зібрався останній поза Україною синод усієї ієрархії церкви за участю єпископів із Західної України. Він обговорив ситуацію в Україні й ухвалив рішення про переїзд глави УГКЦ до Львова. Вже 30 березня митрополит М. Любачівський прибув до історичного центру УГКЦ в Україні й того ж дня провів архієрейську службу Божу в соборі св. Юра, а наступного дня був присутній на величній академії, де його вітали керівники області і тисячі греко-католиків. З цієї нагоди Папа Іван-Павло II надіслав кардиналові М. Любачівському послання, в якому зазначав: «Щасливі обставини, що принесли воскресіння католицької церкви візантійсько-українського обряду і правну відбудову її ієрархії, дозволяють тепер Вашій еміненції святкувати Пасху в українському катедральному храмі у Львові… Є це поворот, що замикає епоху, позначену геройським свідченням віри і твердої вірності до Петрової столиці тисяч і тисяч віруючих, які — разом зі своїми пастирями — прийняли хрест, що привів до воскресіння церкви в Україні».
Приїзд до України глави УГКЦ й утвердження його на святоюрському престолі позначив остаточну легалізацію церкви, кінець катакомбного існування і початок нової епохи в її історії. Довголітня боротьба українського народу за відродження національної церкви завершилася перемогою. «Історія має свої невловимі закони, яких не можна зупинити ні бісівською комуністичною ідеологією, ні мілітарними силами, — говорив у вітальному слові В'ячеслав Чорновіл. — Сталося те, що мусило статися: до свого дому повернувся верховний архієпископ Української греко-католицької церкви блаженнійший Мирослав Іван кардинал Любачівський. Це стало можливим внаслідок боротьби нашого народу за волю взагалі, і зокрема Галичини, яка веде перед у національному відродженні України. Тільки хвилі зростаючих змагань за демократію і самостійність Української держави стали можливими вихід з підпілля Української греко-католицької церкви і ті здобутки, які ми маємо на сьогодні… Ми надіємося, що з Вашим прибуттям на рідну землю Українська греко-католицька церква підніметься на ще вищий ступінь і зробить ще більше для торжества віри, торжества ідеї Української самостійної держави». Повернення глави церкви в Україну у значній мірі сприяло відродженню УГКЦ, крім того, як слушно зауважив тодішній заступник голови облради, дисидент Іван Гель, «сприятиме поглибленню наших контактів з Ватиканом, стане важливим кроком у налагодженні зв'язків і співпраці з національними церквами всіх країн».
23 квітня того ж 1991 року Верховна Рада УРСР прийняла Закон «Про свободу совісті та релігійні організації», що регламентував одну з найважливіших проблем етнонаціонального розвитку суспільства. Нарешті скасували всі заборони щодо релігії та церковних організацій і громадянам республіки законодавчо надавалися права на свободу совісті і віросповідання, інтереси вірян і релігійних організацій поєднувалися з інтересами держави. Отже, релігія набувала нового суспільного статусу, наповнювалася етнонаціональним змістом. Розпочалося докорінне переосмислення ролі й місця релігії в суспільстві і державі, повернення в побут народу обрядів, звичаїв та історичних традицій національної духовності. Низкою законодавчих актів в Україні визналися такі релігійні свята, як Різдво Христове, Великдень, Трійця.
Таким чином, греко-католицька церква, нарівні з іншими конфесіями України, дістала офіційне визнання. Розпочався новий етап її історії — процес становлення і розбудови.